# Естаді-Корнелья-Ель-Прат
«Естаді Корнелья-Ель Прат» або «Стадіон Королівського спортивного клубу «Еспаньйол»» (ісп. Estadio Cornellà-El Prat, RCDE Stadium) — футбольний стадіон у Курналя-да-Любрагаті та Ал-Прат-да-Любрагаті, поблизу  Барселони, Іспанія, домашня арена ФК «Еспаньйол».
Стадіон побудований у 2005 році, відкритий 2009 року. Традиційна та загальновживана назва арени «Естаді Корнелья-Ель Прат», однак протягом 2014–2016 років стадіон мав назву «Пауер8», що пов'язано зі спонсорською угодою з компанією «Power8». Також однією із сучасних назв стадіону є «Стадіон Королівського спортивного клубу «Еспаньйол»» (англійською RCDE Stadium).  
Назва стадіону «Естаді Корнелья-Ель Прат» походить від двох муніципалітетів Курналя-да-Любрагат та Ал-Прат-да-Любрагат, у яких він розташований.
2010 року арені присуджено відзнаку «Місце проведення року» на міжнародній виставці «Stadium Business Awards» в Дубліні.
Окрім футбольних матчів на стадіоні проводяться інші спортивні та культурні заходи.